# Краснолобая лысуха
Краснолобая лысуха (лат. Fulica rufifrons) — водоплавающая птица семейства пастушковых.

## Внешний вид
По величине занимает промежуточное положение между белокрылой и желтоклювой лысухами. Длина тела 47 см. Оперение черновато серое, голова и шея чёрные. Бляшка на лбу ярко-красная, за что птица и получила своё название. Клюв жёлтый, ноги зеленоватые.

## Распространение
Обитает в Аргентине, южной Бразилии, Чили, Уругвае, Парагвае и на юге Перу. Зарегистрирован залёт на Фолклендские острова.

## Образ жизни
Населяет сильно заросшие озёра и болота. Вне периода гнездования часто держится в общих стаях с белокрылыми и желтоклювыми лысухами. Гнёзда похожи на гнёзда желтоклювой лысухи, но меньше по размеру. Основной тон окраски яиц серый, а не коричневый. Является хозяином для черноголовой древесной утки (Heteronetta atricapilla), подкладывающей свои яйца в гнёзда лысух.